# Strumigenys cavinasis
Strumigenys cavinasis is een mierensoort uit de onderfamilie van de Myrmicinae. De wetenschappelijke naam van de soort is voor het eerst geldig gepubliceerd in 1950 door Brown.